# مجموعة نموذجية

دراسة حالة وضبط مقابل مجموعة على جدول زمني. "OR" تعني "نسبة الأرجحية" و "RR" تعني "الخطر النسبي".

في الإحصاءات، التسويق وعلم السكان، المجموعة النموذجية مجموعة من المواضيع الذين يشتركون في السمة المميزة (عادة الاشخاص الذين شهدت حدثا شائعا في فترة زمنية محددة، مثل الولادة أو التخرج).
يمكن أن تكون البيانات الجماعية في كثير من الأحيان أكثر فائدة لخبراء الديموغرافيين من بيانات الفترة. نظرًا لأن بيانات المجموعة يتم شحذها وفقًا لفترة زمنية محددة، فإنها عادةً ما تكون أكثر دقة. إنه أكثر دقة لأنه يمكن ضبطه لاسترداد البيانات المخصصة لدراسة معينة.
بالإضافة إلى ذلك، لا تتأثر بيانات المجموعة بتأثيرات الإيقاع، على عكس بيانات الفترة. على العكس من ذلك، يمكن أن تكون البيانات الجماعية غير مواتية بمعنى أنها قد تستغرق وقتًا طويلاً لجمع البيانات اللازمة لدراسة التعرض.  عيب آخر للدراسات التعرضية هو أنه يمكن أن يكون مكلفًا للغاية، نظرًا لأن الدراسة ستستمر لفترة طويلة من الزمن، غالبًا ما يحتاج علماء الديموغرافيا إلى أموال كافية لدعم الدراسة.
غالبًا ما تتناقض الديموغرافيا المجموعة النموذجية وجهات نظر وجهات نظر الفترة. على سبيل المثال، معدل الخصوبة الإجمالي للفوج هو مؤشر لمتوسط حجم الأسرة المكتمل لفئات من النساء، ولكن نظرًا لأنه لا يمكن أن يُعرف إلا للنساء اللائي أنهن الإنجاب، فلا يمكن قياسه للنساء الخصبات حاليًا. يمكن حسابه على أنه مجموع معدلات الخصوبة الخاصة بالعمر للمجموعة النموذجية والتي تزداد مع تقدم العمر عبر الزمن. في المقابل، يستخدم معدل الخصوبة الإجمالي للفترة الحالية معدلات الخصوبة الخاصة بالعمر لحساب حجم الأسرة الكامل للمرأة الافتراضية، إذا كانت ستختبر معدلات الخصوبة هذه خلال حياتها.
الدراسة على مجموعة هي دراسة جماعية .
نوعان مهمان من دراسات الأتراب هما:
1. دراسة الأتراب المحتملين: في هذا النوع من الدراسة، هناك مجموعة من بيانات التعرض (بيانات خط الأساس) من الأشخاص المعينين قبل تطوير النتائج محل الاهتمام. ثم يتم متابعة الموضوعات عبر الزمن (في المستقبل) لتسجيل متى يطور الموضوع نتيجة الاهتمام. تشمل طرق متابعة موضوعات الدراسة: المقابلات الهاتفية، والمقابلات وجهاً لوجه، والامتحانات الجسدية، والاختبارات الطبية / المعملية، والاستبيانات البريدية.[2]  من الأمثلة على دراسة جماعية محتملة، على سبيل المثال، إذا أراد أحد المتخصصين الديموغرافيين قياس جميع المواليد الذكور في عام 2018. سيتعين على الخبير الديموغرافي انتظار انتهاء الحدث، فيجب أن يأتي عام 2018 إلى النهاية لكي يحصل الديموغرافي على جميع البيانات اللازمة.[3]
2. دراسة الأترابية بأثر رجعي: تبدأ الدراسات بأثر رجعي مع الموضوعات المعرضة لخطر الحصول على نتيجة أو مرض مثير للاهتمام وتحدد النتيجة بدءًا من مكان الموضوع عندما تبدأ الدراسة إلى ماضي الموضوع لتحديد التعرض. سجلات الاستخدام بأثر رجعي: السريرية والتعليمية وشهادات الميلاد وشهادات الوفاة وما إلى ذلك ولكن قد يكون ذلك صعبًا لأنه قد لا تكون هناك بيانات للدراسة التي يتم البدء فيها قد يكون لهذه الدراسات تعرضات متعددة مما قد يجعل هذه الدراسة صعبة.[2] من ناحية أخرى، فإن أحد الأمثلة على دراسة الأتراب بأثر رجعي هو، إذا كان ديموغرافي يفحص مجموعة من الأشخاص الذين ولدوا في عام 1970 والذين يعانون من مرض السكري من النوع الأول. سيبدأ الديموغرافي بالنظر في البيانات التاريخية. ومع ذلك، إذا كان الخبير الديموغرافي يبحث في بيانات غير فعالة في محاولة لاستنتاج مصدر النوع الأول من مرض السكري، فلن تكون نتائج علماء الديموغرافيا دقيقة.[1]

## روابط خارجية
- Cohort in a glossary, مكتب إحصاءات العمل
- Centre for Longitudinal Studies نسخة محفوظة 28 أكتوبر 2018 على موقع واي باك مشين. - the UK resource centre for national birth cohort studies.